# Skarvhalsen
Skarvhalsen (norwegisch für Karger Bergnacken) ist ein vereister Bergsattel im ostantarktischen Königin-Maud-Land. In der Kirwanveggen liegt er zwischen dem Peterbreen und der Swithinbankhallet unmittelbar südlich der Neumayersteilwand.
Norwegische Kartographen, die ihn auch benannten, kartierten ihn anhand von Vermessungen und Luftaufnahmen der Norwegisch-Britisch-Schwedischen Antarktisexpedition (1949–1952) und Luftaufnahmen, die zwischen 1958 und 1959 bei der Dritten Norwegischen Antarktisexpedition (1956–1960) entstanden.